# Dana Merrill
Dana B. Merrill (Lisbon, Nova Hampshire, 7 de agosto de 1877-??) foi um fotógrafo norte-americano. Ficou conhecido por suas missões fotográficas no Brasil, em especial pelo registro de comunidades indígenas e da construção da Estrada de Ferro Madeira Mamoré. Suas imagens da ferrovia que cruzou a Amazônia são consideradas "de importância capital para a compreensão do processo de ocupação da região Norte e das relações de trabalho no país".

## Biografia

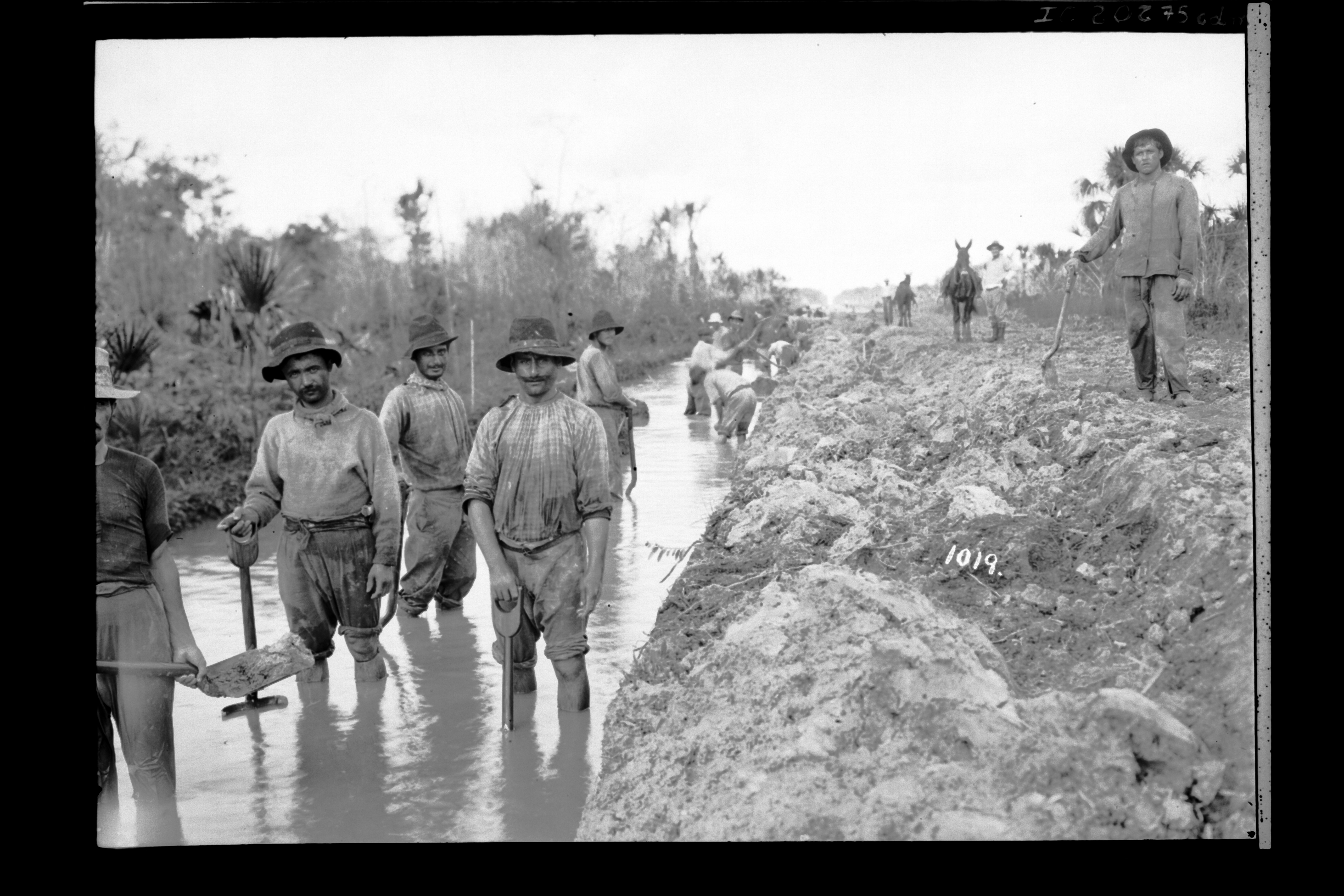
Trabalhadores em obras no leito de drenagem ao longo da futura ferrovia.

Pouco se sabe sobre a vida de Merrill até sua passagem pelo Brasil. Ele teria sido alistado na Marinha dos Estados Unidos e servido na Guerra Filipino-Americana. Profissionalizou-se fotógrafo e no final da década de 1900 acabou contratado por Percival Farquhar para documentar as obras da Estrada de Ferro Madeira-Mamoré. Entre 1909 e 1912 Merrill esteve nos canteiros de obras da ferrovia e registrou cerca de duas mil imagens. Parte desse material foi compilada em um livro lançado posteriormente chamado Views of the Estrada de Ferro Madeira e Mamore Amazonas & Matto Grosso, Brazil S.A. enquanto outra parte acabou perdida.
Após retornar aos Estados Unidos, Merrill se estabeleceu em Nova Iorque e trabalhou no grupo editorial Condé Nast, realizando para as revistas Vanity Fair e House & Garden nas décadas de 1920 e 1930. Consta no censo de 1930 que residia em Scarsdale, Westchester, Nova Iorque com a sua esposa Laura e um empregado Elli Peter .
Em 1940 apareceu no Censo Demográfico dos Estados Unidos, morando em Nova Iorque. 
Em torno de 1940, fotografou uma aula de figurino no Pratt Institute, em Nova Iorque  . Em 1942, aos 65 anos, foi listado como incompatível para o serviço militar, sendo esse um dos últimos registros públicos de Merrill.

## Importância
O trabalho de Dana Merrill "é um dos poucos registros visuais da construção da ferrovia Madeira-Mamoré, documentando as diferentes etapas do processo – abertura de valas, colocação de dormentes e trilhos – e as condições de vida dos trabalhadores, suas residências e momentos de lazer. Também estão presentes a fauna e flora amazônicas, com as quais os operários vindos de diversas regiões do mundo se deparam".

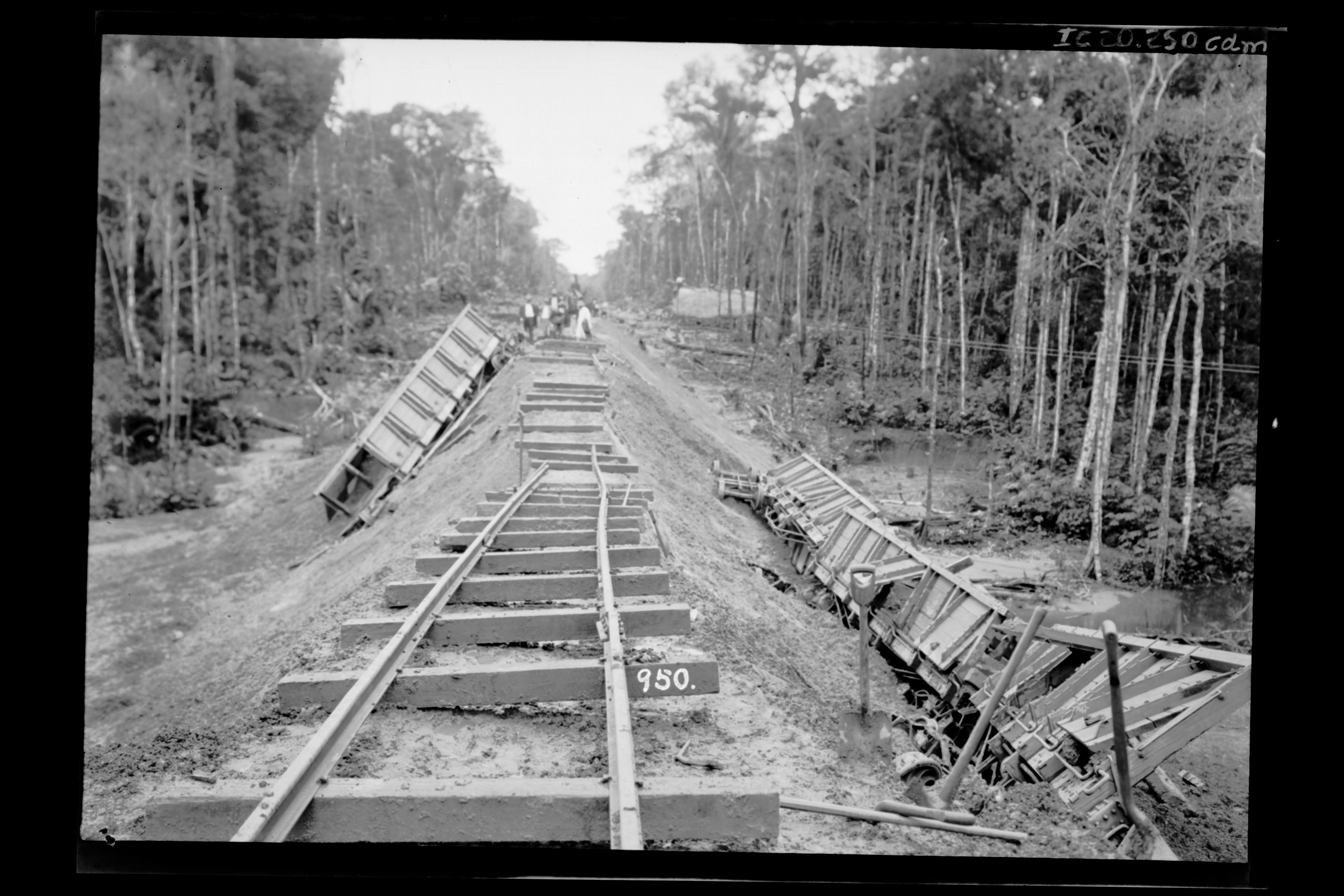
Trabalhadores observam descarrilamento de vagões-gôndola, em trecho da Ferrovia Madeira-Mamoré.

Além disso, "a diversidade cultural do conjunto de trabalhadores é registrada, emblematicamente, na imagem do operário hindu, que surge diante da lente do fotógrafo com turbante, brincos e colete de linho riscado. É assim que o elemento exótico penetra nas imagens, ampliando o papel do fotógrafo para além de seu trabalho comissionado por uma empresa de engenharia".
Sua fotografia captura também elementos singulares. "Contratado para registrar as obras da ferrovia, Merrill se permite fotografar um mamoeiro, o macaco que surpreende os trabalhadores no acampamento, posar ao lado da pele esticada de uma onça pintada, ou registrar o engenheiro Powell interagindo com nativos indígenas. A autonomia conquistada pelo fotógrafo chega ao ápice quando, em imagem que registra a abertura de uma vala, mostra dois cavaleiros “espelhados”, posicionados um de cada lado da cena, com a projeção da sombra do fotógrafo ao centro, em composição orquestrada. Essas singularidades de cunho autoral fazem de Merrill o “fotógrafo-cronista” da “ferrovia-fantasma”, nas palavras do historiador Francisco Foot Hardman".
A mesma singularidade pode ser encontrada na foto dos trabalhadores com proteção contra mosquitos , animais inundados pelo rio Madeira , índio Caripuna .